# 劇場版DIR EN GREY -UROBOROS-
『劇場版DIR EN GREY -UROBOROS-』は、日本のロックバンドDIR EN GREY（ディルアングレイ）の作品として世界的に注目を浴びた7枚目のアルバム『UROBOROS』を体現化したことで伝説のライブとなった日本武道館公演2Days、2010年1月9日のライブを「-09-」、1月10日のライブを「-10-」と題し、2010年に公開されたドキュメンタリー映画。

## 概要
2010年1月9日と1月10日の日本武道館での2日間のステージ上でのパフォーマンスはもちろんのこと、舞台裏でのDIR EN GREY5人を追い続けた映像は、いわゆるドキュメンタリーに多くある余計な演出が一切排除されている。舞台裏側の緊張感やメンバーの息遣いなど、彼らの音楽性や人間性のリアリティが描きだされ、異色のドキュメンタリー映画として各界で話題となった。
DIR EN GREYの音楽や世界観だけでなく、普段見せない生身の人間性を包み隠さず映しだすことに成功した作品。今まで全くと言っていいほどベールに包まれていたメンバー達の普段見せない姿が今回の映画で初の披露となり、DVD化されなかった希少価値の高い作品としても評価されている。なお本作前売り券は、発売1週間で1万枚以上を売り上げるという逸話を残している。

## この作品が出来上がるまで

### 2008年
2008年11月12日に世界17ヶ国で同時期リリースされたメジャー7作目となるアルバム『UROBOROS』。本作品は、当時のDIR EN GREYにとって最も壮大なプロジェクトとして位置づけられた『UROBOROS』をアルバム作品という1形態で発表したものであった。
この時点では、ここから約3年という歳月をかけて完成する一大プロジェクトの全貌はベールに包まれていた。
リリースと共に全米ツアーを実施し、帰国した彼らが作品の世界観を徹底的に突き詰めて体現する場所に選んだのが大阪城ホール。2008年12月29日、『UROBOROS -breathing-』と題された公演は“breathing”というタイトル通り、アルバムという形で産み落とされた『UROBOROS』という巨大な1つの生命体が呼吸を始めた瞬間であった。

### 2009年
翌2009年は、この『UROBOROS』を引っさげて、海外でのフェス出演なども含めライブ全96公演を敢行。また、同年12月にはニュー・シングル「激しさと、この胸の中で絡み付いた灼熱の闇」も発表している。

### 2010年
そんな濃密な1年を駆け抜け、2010年1月9日・10日に『UROBOROS』の集大成とも言える日本武道館2Days公演『UROBOROS -with the proof in the name of living...-』を開催。2008年12月の大阪城ホール公演で始まり、世界15ヶ国82都市を1年以上かけて駆け巡った『UROBOROS』プロジェクトがいよいよ完結を迎えることもあって、日本武道館2Daysのチケットは発売後わずか15分間でソールド・アウト、動員数は16,000人を記録した。
この2夜のライブは“DIR EN GREY史上最強／最狂レベルのライブ”と絶賛の言葉で迎えられ、『UROBOROS』プロジェクトは幕を閉じるかと思われたが、この2Daysの模様と裏側に密着した映像を収めた『劇場版DIR EN GREY -UROBOROS-』としてプロジェクトは続いていった。

## 上映について

### 本上映
2010年5月15日～5月28日 UROBOROS -09-

2010年5月29日～6月11日 UROBOROS -10-

### 1夜限りの上映
2011年7月12日、UROBOROS -09- -10- 共に新宿バルト9にて1夜限りの特別上映

### リバイバル上映
2011年9月17日～11月25日

### テレビ放送
MUSIC ON! TVにて2022年6月22日 22:00〜

## スタッフ
監督：岩木勇一郎

企画：サンクレイド／白組

プロデューサー：井上篤／岩木勇一郎／秋山裕司／南野修一

音楽：DIR EN GREY

制作プロダクション：白組

製作：サンクレイド／白組／ムサシノ広告社／プレシディオ

配給：プレシディオ

© 2010 劇場版 DIR EN GREY UROBOROS 製作委員会